# Mallplaza Iquique
Mallplaza Iquique (antiguamente Mall Las Américas) es un centro comercial, perteneciente a una cadena de centros comerciales de Grupo Plaza, ubicado en el sector suroeste de Iquique, en la Región de Tarapacá, en el extremo norte de Chile. Inaugurado en junio de 1999, es el segundo más importante tras el Mall Zofri, ubicado en la Zona Franca, al norte de la misma ciudad. Cuenta con 80 tiendas de diferentes rubros en 2 niveles y el piso subterráneo tales como tiendas de ropa, juguetería, librería y artículos escolares, decoración y un patio de comidas.

## Construcción
El terreno del recinto posee 23.000 m², se construyó sobre parte del terreno cedido por las Fuerzas Armadas de Chile, fue planificado y construido por usuarios de la Zona Franca de Iquique en el marco de las disputas con la administración de la Zofri por las tarifas de los locales.

## Ubicación
La única multitienda Falabella; y Cinemark están presentes como tiendas ancla de ese centro comercial, colindando al norte con Sodimac, al sur con Hipermercado Líder y a una cuadra de distancia de Hipermercados Jumbo y la Plazuela Los Héroes, al este con el restaurante de comida rápida McDonald's, además cerca del recinto comercial hay un terreno baldío que alguna vez fue el aeropuerto de Iquique, a veces alberga desde ferias de temporada hasta grandes circos de talla mundial, como grandes parque de diversiones y el Circo Ruso que hace su gira alrededor del mundo. Mall Plaza Iquique se encuentra muy cerca de la turística Playa Cavancha y numerosos hoteles, y no muy lejos se encuentra el Estadio Tierra de Campeones y la Casa del Deportista.
Entre 1999 y 2025 estuvo la tienda La Polar la cual cerro su tienda el 7 de abril por decisión de la empresa ante la fusión con Abcdin.

## Eventos
A menudo este centro comercial invita a sus clientes a participar para ganar premios auspiciados por este, se hacen pequeñas presentaciones teatrales o concursos de bailes con animación en vivo, y talleres para niños, como también celebran el día de la madre, día del niño, entre otros con grandes ofertas.

## Adquisición del Grupo Plaza

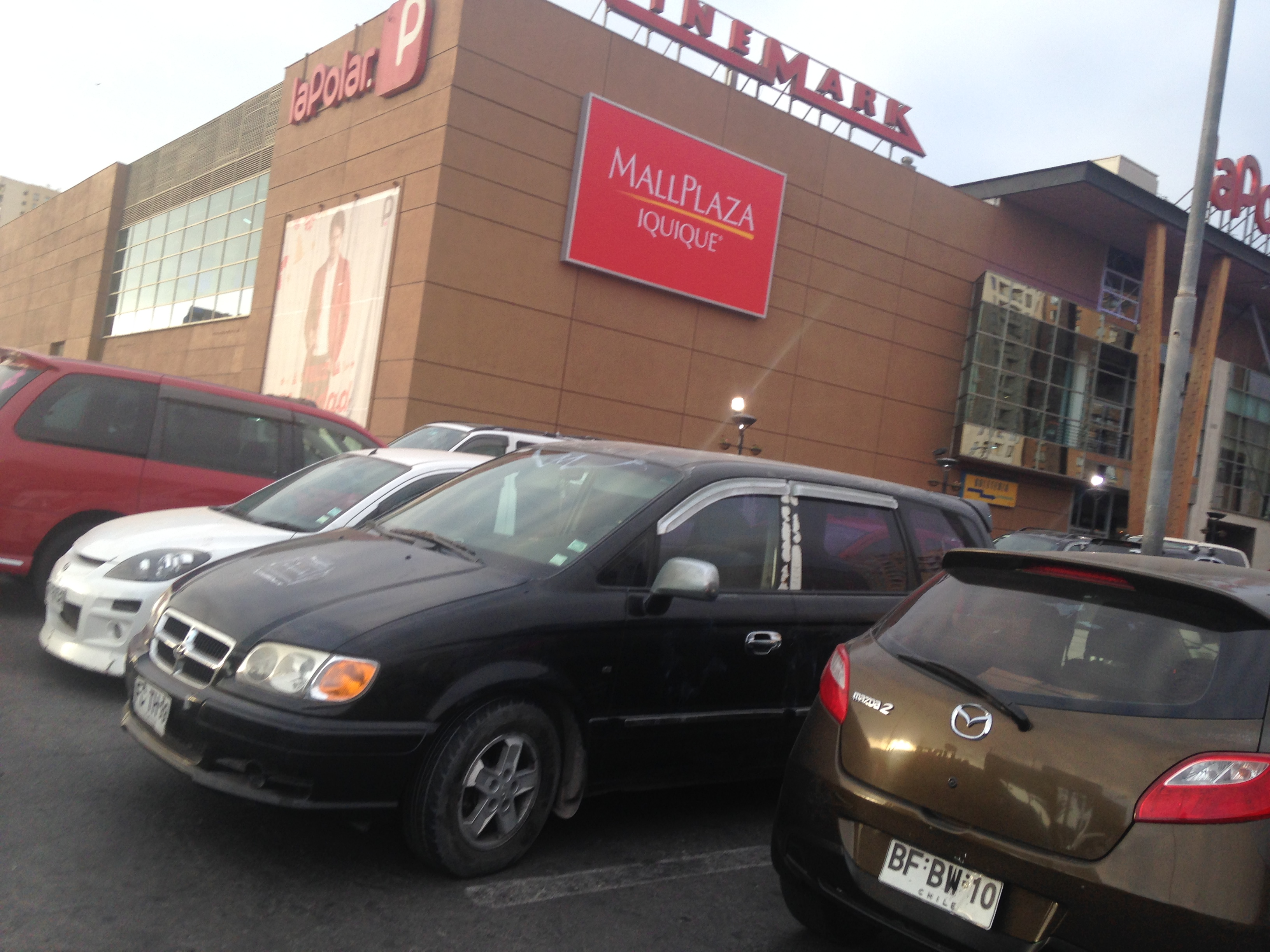

En marzo de 2013, Grupo Plaza, dueños y propietarios de la famosa cadenas de centros comerciales Mall Plaza y Falabella en Chile y Sudamérica adquiere el 71,4% de la propiedad del Mall Las Américas, que desde el 17 de diciembre de 2015 pasa a llamarse Mall Plaza Iquique.

## Remodelación
Tras la negociación llevada a cabo el 2013 por los inversionistas del Grupo Plaza, recién el 17 de diciembre de 2015 el recinto comercial cambió de nombre, pasándose de llamar Mall Las Américas a Mall Plaza Iquique, entre los cambios más notorios está programado la remodelación total del edificio, los ya realizados son el cambio en los baños, carteles, pasillos, luminaria led entre otros además de inaugurar 22 nuevas tiendas para el bienestar de sus clientes iquiqueños, pero allí no terminó todo, ya que las modificaciones continuaron efectuándose durante el año 2016, con la fachada del exterior e interior del centro comercial, ya que es una operación sustentable orientada al reciclaje, al ahorro energético, y todo lo que tenga que ver con el bienestar de los recursos terrestres.